# Bathyporeia gracilis
Bathyporeia gracilis är en kräftdjursart som beskrevs av Georg Ossian Sars 1891. Bathyporeia gracilis ingår i släktet Bathyporeia och familjen Pontoporeiidae. Inga underarter finns listade i Catalogue of Life.